# Данило Милановић
Данило Милановић (Младеновац, 18. јануар 1974) је српски шаховски велемајстор. 

## Шаховска каријера
Данило Милановић је стекао титулу међународног мајстора 2004. а титутлу велемајстора 2008. године.
Милановић је освојио 2. Меморијал „Радојица Дабетић“ у Подгорици (2022).